# John Dryden

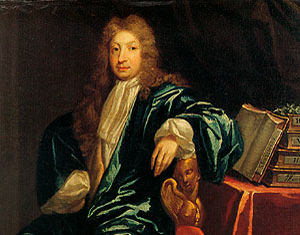
John Dryden

John Dryden (* 9. Augustjul. / 19. August 1631greg. in Aldwincle; † 1. Maijul. / 12. Mai 1700greg. in London) war ein einflussreicher englischer Dichter, Literaturkritiker und Dramatiker.

## Leben
Dryden wurde im Pfarrhaus von Aldwincle bei Oundle in Northamptonshire geboren. Er besuchte die Westminster School und das Trinity College in Cambridge. Obwohl seine frühen Theaterstücke, meist Tragödien, sehr unterschiedlichen Erfolg hatten, machten sie Dryden und seine royalistischen Einstellungen bekannt. Als er nach dem Tode seines Vaters während Cromwells Herrschaft nach London kam, versuchte er mit den republikanischen Kontakten seiner Familie Geld zu verdienen (sein Cousin war einer der Richter im Verfahren gegen Karl I.), hatte aber vor der Wiedereinführung der Monarchie unter Karl II. keinen großen Erfolg. Erst sein zu diesem Anlass verfasstes Gedicht Astraea redux machte ihn in größerem Umfang bekannt.
1662 wurde Dryden als Fellow in die Royal Society aufgenommen. Im gleichen Jahr heiratete er Lady Elizabeth Howard. Ruhm brachte ihm die Dichtung „Annus Mirabilis“, die er 1666 in vierzeiligen Pentametern verfasste. 1668 wurde er Nachfolger von William Davenant als Poet Laureate, ein Amt, das er bis zum Sturz Jakobs II. zwanzig Jahre später innehatte. Während der nächsten zehn Jahre schrieb er hauptsächlich für die Bühne. Er ebnete den Weg für die Restaurationskomödie – am bekanntesten ist Marriage A-la-Mode – wie auch für die heroische Tragödie und die klassische Tragödie, in der All for Love (1677) sein größter Erfolg war. Da Dryden ein Meister der gereimten Prologe und Epiloge war, verfasste er diese oft auch für die Stücke anderer Dramatiker. Darüber hinaus schrieb er wichtige Essays über das Drama, das längste und wohl beste ist das Essay of Dramatick Poesie von 1668. In diesen Essays gab er seiner Überzeugung Ausdruck, dass die Elisabethanischen Dramatiker die des klassischen Griechenlands übertrafen, und analysierte und verglich die Werke von William Shakespeare, Ben Jonson und John Fletcher.
Ab etwa 1680 konzentrierte Dryden sich auf die Dichtung unter meisterhaften Nutzung des gereimten Couplets (etwa “Great wits are sure to madness near aliied / And thin partitions do their bounds divide.”), wobei er auch weiterhin Bühnenwerke verfasste und einige Libretti schrieb. Am erfolgreichsten waren seine satirischen Gedichte: das pseudo-heroische MacFlecknoe, in dem er Thomas Shadwell (* um 1642; † 1692) angriff, und Absalom and Achitophel, eine gegen die Whigs gerichtete politische Satire. Weitere wichtige Werke aus dieser Schaffensperiode sind die religiösen Gedichte Religio Laici (1682) und The Hind and the Panther (1687). Ersteres wurde kurz vor Drydens Konversion zum Katholizismus geschrieben, das zweite kurz danach. In dieser Periode wurden auch mehrere dramatische Dichtungen von ihm durch Henry Purcell vertont.
Nach der Glorious Revolution verlor Dryden wegen seiner politischen Überzeugung die Gunst des Hofes und musste seinen Lebensunterhalt mit dem Verfassen von Theaterstücken und der Übersetzung griechischer und lateinischer Werke verdienen. Er übersetzte unter anderem Werke von Horaz, Juvenal, Ovid, Lukrez und Theokrit. Hauptwerke dieser Schaffensphase sind die Übertragung des Gesamtwerks von Vergil (1697) und Fables, Ancient and Modern (1700), eine Sammlung von Übersetzungen von Homer, Ovid, Boccaccio und modernisierten Adaptionen von Geoffrey Chaucer. Das Vorwort der Fables wird sowohl als Hauptwerk der Literaturkritik wie auch als eines der besten englischen Essays betrachtet.
Dryden ist in der Westminster Abbey begraben.

## Nachwirkungen
Drydens Werk hatte großen Einfluss auf die englischsprachige Dichtung zu seinen Lebzeiten und im 18. Jahrhundert. Seine Gedichte wurden unter anderem von Alexander Pope und Samuel Johnson als Vorbilder genutzt. Johnsons Bemerkung, dass Dryden „die Sprache verfeinert, den Ausdruck vertieft und die Melodie der englischen Poesie neu gestimmt hat“, kennzeichnet die Auffassung des 18. Jahrhunderts. Im 19. Jahrhundert nahm Drydens Bedeutung ab; trotz des Interesses von Persönlichkeiten wie T. S. Eliot wird er bis heute unterschätzt. Obwohl die Brillanz seiner Dichtkunst und die Kraft seines Ausdrucks weithin anerkannt sind, glauben viele, dass Dryden „ein einfaches Gemüt“ hatte und es ihm an „Einsicht mangelte“, wie T. S. Eliot in Homage to John Dryden schrieb. Drydens Ode Alexander's Feast or the Power of Musick bildete die Vorlage für das zweiteilige gleichnamige Oratorium von Georg Friedrich Händel.

## Werke
- Astraea Redux (1660)
- The Wild Gallant (1663)
- The Rival Ladies (?)
- The Indian Queen (1664), in Zusammenarbeit mit Robert Howard
- The Indian Emperor (1667)
- Annus Mirabilis (1667)
- An Essay of Dramatick Poesie (1668)
- Tyrannick Love (1669)
- Marriage A-la-Mode (1672)
- The Conquest of Granada (1670)
- Amboyna, or the Cruelties of the Dutch to the English Merchants (1673)
- All for Love (1678)
- Oedipus (1679), in Zusammenarbeit mit Nathaniel Lee
- Absalom and Achitophel (1681)
- The Medal (1682)
- Religio Laici (1682)
- The Hind and the Panther (1687)
- Amphitryon (1690)
- Don Sebastian (1690)
- King Arthur (1691)
- Amboyna
- The Works of Virgil (1697)
- Fables, Ancient and Modern (1700)